# Коирала, Анурадха
Анурадха Коирала (урождённая Анурадха Гурунг, род. 14 апреля 1949, Румджатар, Восточный) — основательница Maiti Nepal, непальской некоммерческой организации, занимающейся помощью жертвам торговли людьми в целях сексуальной эксплуатации. Была назначена правительством Непала первым губернатором провинции Багмати (17 января 2018 — 3 ноября 2019).

## Биография
Анурадха была первым ребёнком полковника Пратапа Сингха Гурунга (Pratap Singh Gurung) и Лакшми Деви Гурунг (Laxmi Devi Gurung). Семья была образованной, Анурадха получала образование в школе монастыря Св. Иосифа. До того, как она основала Maiti Nepal, она 20 лет проработала учительницей, преподавая английский язык в разных школах Катманду.
В настоящее время Maiti Nepal управляет реабилитационным домом в Катманду, а также транзитными домами в индо-непальских пограничных городах, профилактическими домами в сельской местности и академией в Катманду. Как следует из названия, Маити Непал («Маити» означает «дом матери» на непальском языке) является убежищем для женщин, вызволенных из индийских публичных домов. Женщины могут оставаться в домах, находящихся в ведении Maiti Nepal, до тех пор, пока они не смогут вернуться в свои дома, или, если их родители и общество не примут их, они могут оставаться до тех пор, пока не смогут жить самостоятельно. В период с 1993 по 2022 год Анурадха и её организация помогли спасти и реабилитировать более 50 002 женщин и девочек.
Maiti Nepal также работает над воссоединением спасённых женщин с их семьями, патрулирует индо-непальскую границу с полицией и другими правоохранительными органами, а также спасает женщин, ставших жертвами торговли людьми, из публичных домов Индии с помощью индийских властей.
За её работу Анурадху называли «Матерью Терезой» Непала.
В ноябре 2017 года Коирала вступила в партию Непальский конгресс.

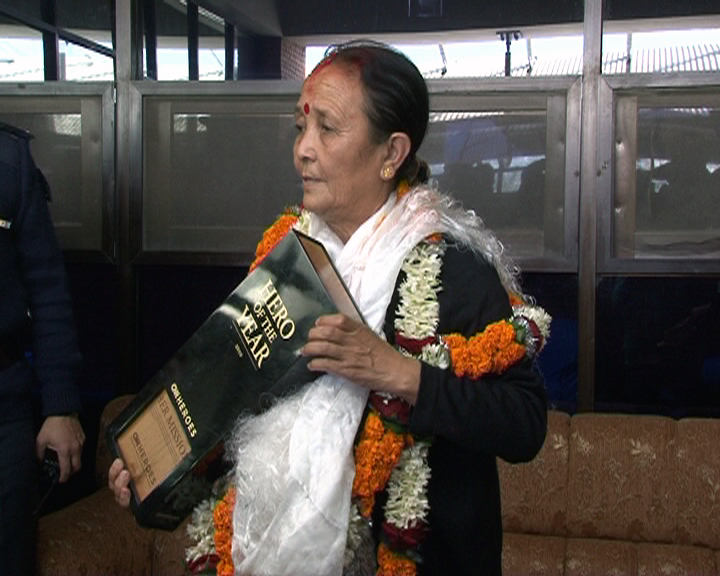
Анурадха Коирала с наградой CNN Hero

## Награды и признание
Коирала в 1998 году получила премию «Лучший социальный работник года» (Непал), в 1999 году Орден Правой руки Гуркки (Непал), в 2002 году премию Тришактипатта, в 2006 году премию «Мужество совести» от Фонда аббатства мира, в 2007 году премию ЮНИФЕМ Германии и в том же году серебряную медаль королевы Софии.
Она была награждена премией CNN Heroes Award 2010 в Лос-Анджелесе, Калифорния. На сцене её представили Деми Мур и Эштон Кутчер. Она получила 100 000 долларов США на продолжение своей работы с Maiti Nepal в дополнение к 25 000 долларов США в знак признательности от CNN.
В апреле 2010 года правительство Соединённых Штатов предоставило Maiti Nepal двухлетний грант в размере 500 000 долларов (52 124 000 в непальских рупиях).
В 2014 году она получила премию Матери Терезы.
Коирала также была удостоена награды Acharya Tulsi Kartritva Puraskar от Akhil Bhartiya Terapanth Mahila Mandal в 2014 году.
В апреле 2017 года президент Пранаб Мукерджи наградил Коиралу четвёртой высшей гражданской наградой Индии Падма Шри. В 2018 году Коирала получила премию G.O.D.